# Erin Brockovich

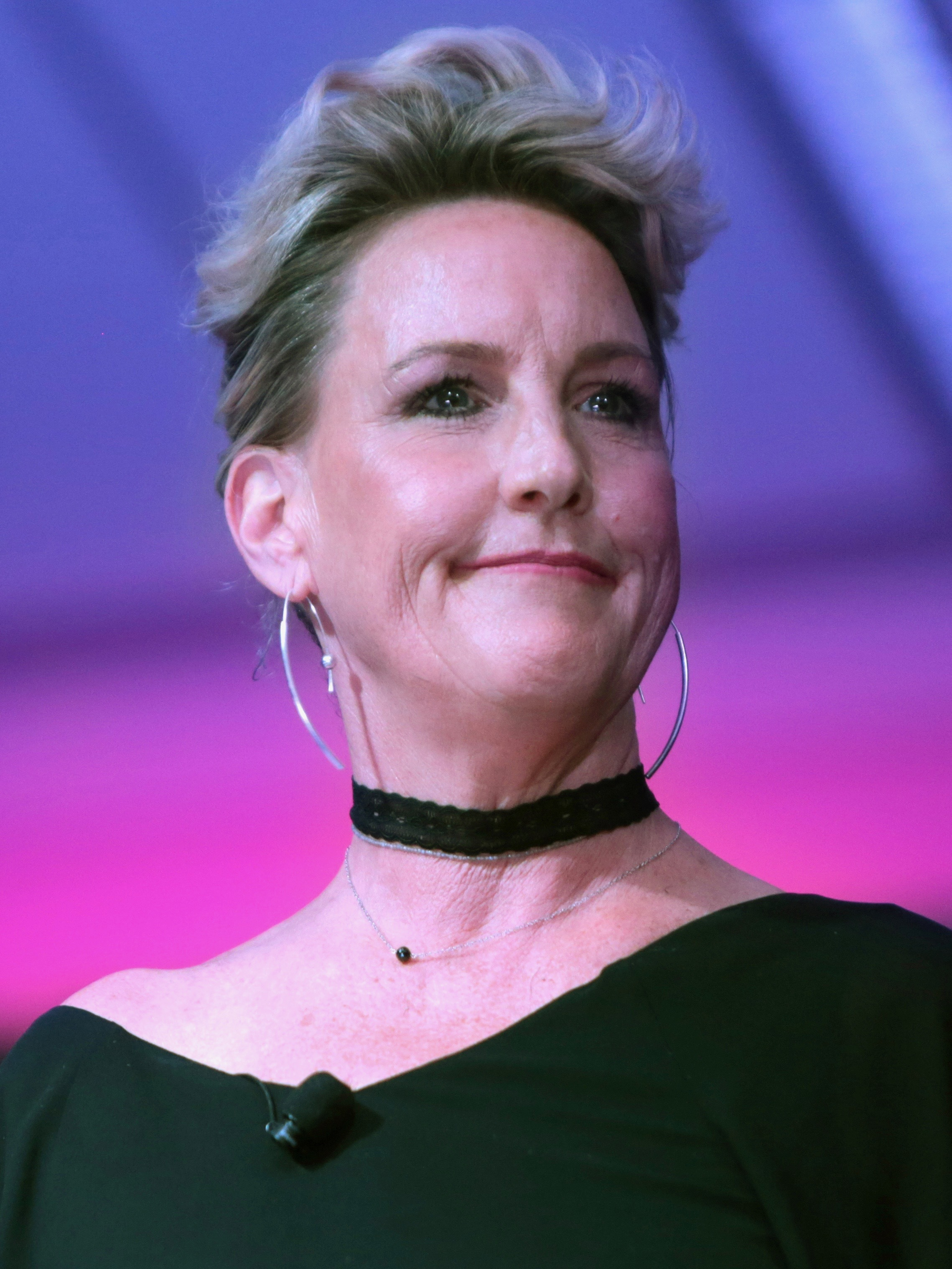
Brockovich (2016)

Erin Brockovich-Ellis (* 22. Juni 1960 in Lawrence, Kansas als Erin L. E. Pattee) ist eine US-amerikanische Rechtsanwaltsgehilfin und Unternehmerin. Sie spielte als Mitarbeiterin der Anwaltskanzlei Masry & Vititoe eine wichtige Rolle in einem Gerichtsverfahren gegen das Unternehmen Pacific Gas and Electric (PG&E), um die Trinkwasserverseuchung des kalifornischen Orts Hinkley zu stoppen. Das Verfahren wurde 1996 mit der Zahlung der Rekordsumme von 333 Millionen US-Dollar beigelegt, Brockovich erlangte durch diesen Fall weltweite Bekanntheit.

## Leben
Erin Brockovich ist eines von vier Kindern des Wirtschaftsingenieurs Frank Pattee (1924–2011) und der Journalistin Betty Jo O’Neal (1923–2008). Sie erwarb einen Associate Degree im Kunstgewerbe am Wade College in Dallas, Texas. Danach beteiligte sie sich an Schönheitswettbewerben und wurde 1981 Miss Pacific Coast. Den Nachnamen Brockovich hat sie aus ihrer kurzen zweiten Ehe (1989–1990). Sie hat drei Kinder und lebt seit 1982 in Kalifornien.
Ohne Rechtsausbildung begann Brockovich-Ellis als Bürohelferin für Rechtsanwalt Ed Masry und übernahm dann die Mandantenwerbung. 1993 beschäftigte sie sich mit den gesundheitlichen Folgen von Grundwasserverseuchungen in der kalifornischen Kleinstadt Hinkley durch Pacific Gas and Electric (PG&E) in den 1950er und 1960er Jahren. Die resultierende Sammelklage der Bewohner wurde 1996 mit der Zahlung von 333 Millionen US-Dollar beigelegt, der höchsten in der Geschichte der Vereinigten Staaten. Davon gingen 133,6 Millionen Dollar an ihre Kanzlei Masry & Vititoe und 2,5 Millionen an sie selbst. Zusammen mit Masry war Brockovich-Ellis in ähnlichen Fällen tätig, unter anderem gegen eine weitere Fabrik von PG&E in Kettleman Hills.
Die Geschichte um die Rekord-Sammelklage in Hinkley wurde 2000 als Erin Brockovich von Steven Soderbergh verfilmt. Julia Roberts wurde für die titelgebende Hauptrolle mit einem Oscar ausgezeichnet. Brockovich-Ellis hat im Film einen Cameo-Auftritt als Kellnerin Julia.
Infolge der Aufmerksamkeit durch den Film ging Brockovich-Ellis zum Fernsehen und moderierte Challenge America With Erin Brockovich bei ABC und Final Justice für den CBS-Kanal Zone Reality. Sie schrieb mehrere Bücher, darunter das Buch Take It From Me. Life’s A Struggle, But You Can Win, das auf die Bestseller-Liste der New York Times kam.
Sie gründete ein Beratungsunternehmen und arbeitet als Consultant für Rechtsanwaltskanzleien in Fragen der Mandantengewinnung und -betreuung und führt Recherchen durch.
Um die Dokumentation Last Call at the Oasis der Regisseurin Jessica Yu vorzustellen, die von der weltweiten Wasserkrise berichtet und in der sie eine Hauptrolle einnimmt, besuchte Brockovich-Ellis 2012 die Internationalen Filmfestspiele in Berlin.